# Bychlew
Bychlew – wieś w Polsce położona w województwie łódzkim, w powiecie pabianickim, w gminie Pabianice.
Dawna osada służebna miasta Pabianice należącego do dóbr Kapituły Krakowskiej. Prywatna wieś duchowna Bychlów położona była w drugiej połowie XVI wieku w powiecie szadkowskim województwa sieradzkiego, własność krakowskiej kapituły katedralnej.
W latach 1975–1998 miejscowość należała administracyjnie do ówczesnego województwa łódzkiego.
Obecnie miejscowość znana jest z prężnie działającego Zespołu Pieśni i Tańca "Bychlewianka", który od ponad 30 lat zdobywa nagrody oraz wyróżnienia na festiwalach w całej Europie.
We wsi działa klub sportowy Jutrzenka Bychlew, występująca w VI lidze polskiej.
Pod względem zabudowy Bychlew należy do tzw. "ulicówek" (domy rozlokowane są po obu stronach jednej głównej drogi).
Miejscowość jest włączona do sieci komunikacji autobusowej MZK Pabianice (linia 265).